# Wattmetru

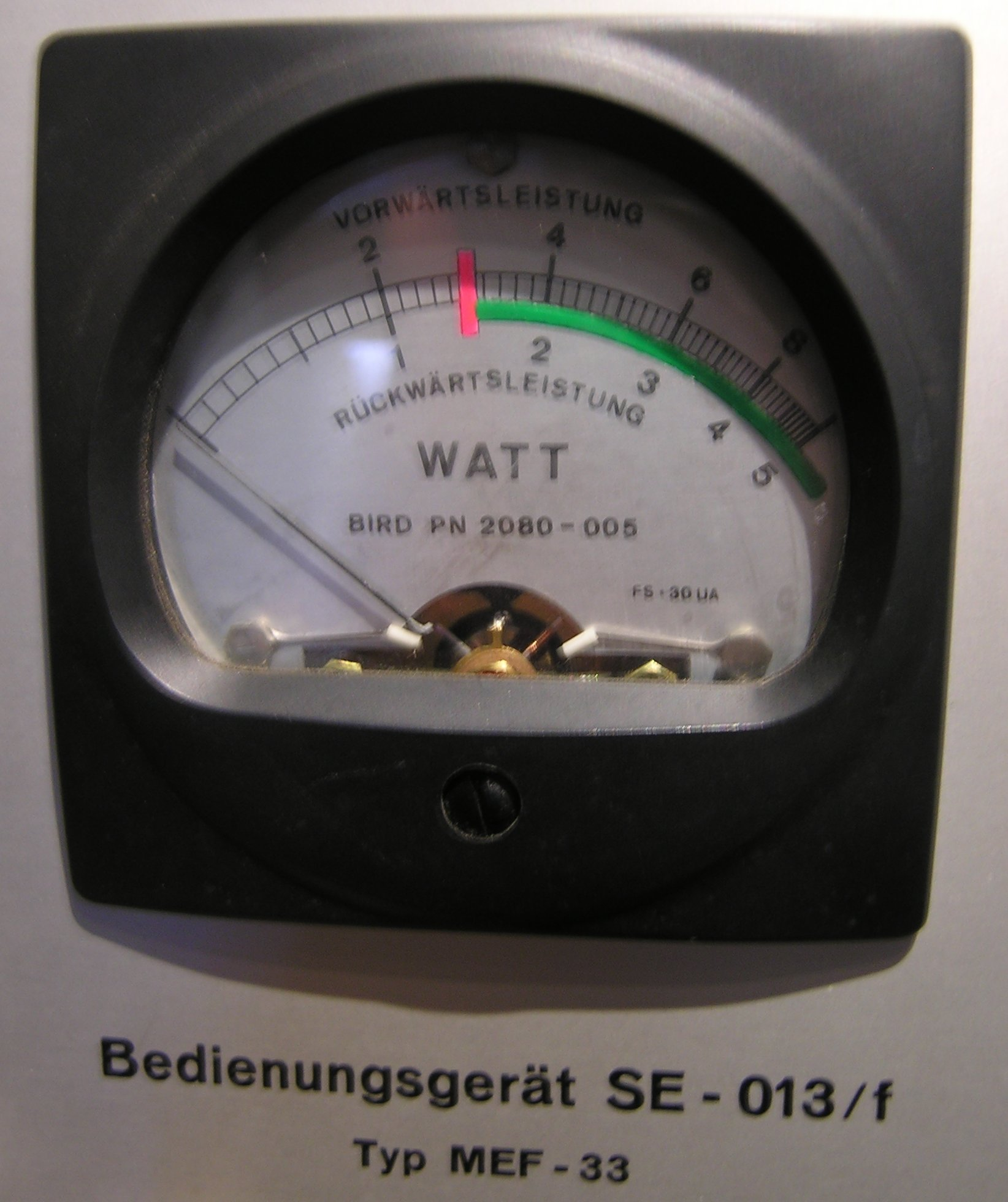
Wattmetru

Wattmetrul este un instrument electric de măsură folosit pentru măsurarea puterii electrice active (în wați, singular watt) într-un circuit electric.

## Construcție
Din punct de vedere al construcției, wattmetrele pot fi instrumente:
- electrodinamice, cel mai frecvent folosite, atât pentru circuite de curent continuu cât și de curent alternativ
- ferodinamice
- de inducție (inductive)

Wattmetrele electrodinamice au ca elemente principale două înfășurări (bobine): o bobină fixă de curent, cu o rezistență internă mică, și una mobilă, de tensiune, cu rezistență internă mare. Bobina de curent se conectează în serie cu circuitul electric de măsurat iar bobina de tensiune în paralel cu acesta (sarcina).

## Principiu de funcționare
Deviația (indicația) acului indicator al wattmetrului este proporțională cu valoarea medie a produsului dintre intensitatea curentului prin bobina de curent și intensitatea curentului prin bobina de tensiune. Acest produs este proporțional cu valoarea curentului (I) prin bobina de curent, cu valoarea tensiunii (U) pe bobina de tensiune și (în c.a.) cu factorul de putere cosφ:
{\displaystyle P=U\cdot I\cdot \cos \phi }
unde:
- {\displaystyle \scriptstyle P} este puterea electrică, în wați;
- {\displaystyle \scriptstyle U} este tensiunea electrică pe sarcină (la bornele circuitului), în volți;
- {\displaystyle \scriptstyle I} este curentul prin circuit, în amperi;
- {\displaystyle \scriptstyle \phi }  este diferența de fază dintre tensiune și curent (în curent alternativ).
- {\displaystyle \scriptstyle \cos \phi } este în context numit factor de putere.